# هنري الخامس ملك إنجلترا
هنري الخامس (16 سبتمبر 1386-31 أغسطس 1422)؛ والمعروف أيضا بـ هنري مونماوث، كان ملك إنجلترا منذ عام 1413 حتى وفاته عام 1422، على الرغم من فترة حكمه القصيرة نسبيًا، إلا أن عهده اتسم بالنجاحات العسكرية البارزة ضد فرنسا مما جعل إنجلترا واحدة من أقوى القوى العسكرية بأوروبا، تم تخليد هنري في العديد من المسرحيات بحيث استطاع شكسبير تخليد ذكراه من خلال مسرحية عرفت باسمه، وأيضا يحتفى به كواحد من أعظم الملوك المحاربين بإنجلترا في العصور الوسطى.
في عهد والده هنري الرابع، اكتسبت هنري خبرة عسكرية في القتال وخاصة أثناء التمرد في ويلز بقيادة أوين غليندور وضد الأرستقراطية قوية عائلة بيرسي في نورثمبرلاند التي اكتسحت في معركة شروزبري، وأيضا اكتسب دورًا متزايدًا بحكومة إنجلترا بعد تدهور صحة الملك، ولكن مع الخلافات بين الأب والابن أدت إلى صراع سياسي بين الاثنين، وبعد وفاة والده عام 1413 تولى هنري السيطرة على البلاد وأكد ادعاءات الإنجليز المتعلقة بالعرش الفرنسي.
في عام 1415 بدأ هنري الحرب مع فرنسا التي اعتبرت الفصل الأخيرة من حرب المائة عام المستمرة (1337–1453) بين البلدين. وبلغت نجاحاته العسكرية ذروتها بانتصاره الشهير في معركة أجينكور (1415) وأيضا استطاع غزو فرنسا مستفيدًا من الانقسامات السياسية داخل البلاد بحيث غزا أجزاء كبيرة من المملكة، مما أدى إلى احتلال الإنجليز نورماندي لأول مرة منذ 1345-1360، وبعد أشهر من المفاوضات مع شارل السادس ملك فرنسا اعترفت معاهدة تروا (1420) بهنري الخامس كوصي ووريث واضح للعرش الفرنسي، وتزوج لاحقًا من ابنته كاثرين. بدا أن كل شيء يشير إلى تشكيل اتحاد بين الممالك تحت قيادته، إلا أنه توفي بعد عامين وخلفه طفله الوحيد الرضيع هنري السادس، استطعت فرنسا استقلال لاحقاً في 1453 بعد تحرير جميع أراضيها من الإنجليز.

## بداية حياته
ولد هنري في البرج فوق بوابة حراسة قلعة مونماوث في ويلز، ولهذا السبب كان يُطلق عليه أحيانًا اسم هنري من مونماوث. كان ابن هنري بولينغبروك (لاحقًا هنري الرابع ملك إنجلترا) وماري دي بوهون. كان والده ابن عم ملك إنجلترا الحاكم الملك ريتشارد الثاني، في حين جده من جهة والده هو صاحب النفوذ جون غونت، أحد أبناء الملك إدوارد الثالث، نظرًا لأنه لم يكن قريبًا من خلافة العرش، لم يتم بالتالي توثيق تاريخ ميلاده رسميًا، ولسنوات عديدة كان هناك خلاف حول ما إذا كان قد ولد عام 1386 أو 1387. من ناحية ثانية، تشير السجلات إلى أن شقيقه الأصغر توماس ولد في خريف عام 1387 وأن والديه كانا في مونماوث عام 1386 ولكنهما لم يكونا هناك في عام 1387. من الأمور المسلم بها الآن أنه ولد في 16 سبتمبر 1386.
أخذ ريتشارد الثاني الصبي إلى مسؤوليته الخاصة، وعامله بلطف بعد نفي والد هنري في عام 1398، رافق هنري في مرحلة شبابه ريتشارد إلى إيرلندا. زار أثناء خدمته الملكية، قلعة تريم في مقاطعة ميث، مكان الاجتماع القديم لبرلمان إيرلندا.
في عام 1399، توفي جون غونت. أطاح غصبٌ (استيلاءٌ) لعائلة لانكاستر بالملك ريتشارد الثاني، ونتج عنه وصول والده إلى العرش، واستدعي هنري من إيرلندا للظهور باعتباره الوريث الظاهر لمملكة إنجلترا، تم تعيينه أميرًا لويلز ودوقًا للانكستر أثناء تتويج والده بتاريخ 10 نوفمبر 1399، وهو ثالث شخص حمل اللقب في ذلك العام. كانت ألقابه الأخرى هي دوق كورنوال وإيرل تشيستر ودوق آكيتاين. يشير تأريخ حديث إلى أنه في عام 1399، أمضى هنري وقتًا في كلية الملكة، أكسفورد، تحت رعاية عمه هنري بوفرت، مستشار الجامعة. تولّى مهام عمدة كورنوال منذ عام 1400 حتى عام 1404.
تولّى هنري قيادة جزء من القوات الإنجليزية، بعد أقل من ثلاث سنوات. قاد جيشه الخاص إلى ويلز ضد أوين غليندور، وانضم إلى والده لمحاربة هنري «هوتسبر» بيرسي في معركة شريزبوري عام 1403، كاد الأمير البالغ من العمر 16 عامًا أن يقتل هناك بسهم علق في وجهه. كان يمكن لجندي عادي أن يقتل بسبب جرح كهذا، لكن هنري حصل على أفضل رعاية ممكنة. عالج جون برادمور، الطبيب الملكي، الجرح بالعسل ليعمل كمطهر له على مدى عدة أيام، وصنع أداة ليربطها في رأس السهم المدمج (طرف الدبوس الخنجري) ومن ثم أخرجه دون التسبب في مزيد من الضرر، وغسل الجرح بالكحول. كانت العملية ناجحة، لكنها تركت ندوبًا دائمة لدى هنري، لتكون دليلًا على تجربته في المعركة. سجل برادمور هذه الرواية باللغة اللاتينية، في مخطوطته التي حملت عنوان فيلومينا. ظهر علاج هنري أيضًا في أطروحة جراحية كاتبها مجهول باللغة الإنجليزية الوسطى تعود لعام 1446، نُسبت تلك الأطروحة منذ ذلك الحين إلى توماس مورستيد.

### حياته العسكرية المبكرة ودوره في الحكومة
استنفذ التمرد الويلزي الذي قام به أوين غليندور طاقات هنري حتى عام 1408. بعد ذلك، ونتيجةً لاعتلال صحة الملك، بدأ هنري يشارك بشكل أوسع في السياسات. كان لهنري السيطرة العملية على الحكومة منذ يناير عام 1410، بمساعدة أعمامه هنري وتوماس بوفرت، أبناء جون غونت الشرعيين. اختلف بالسياسة المحلية والخارجية عن الملك، الذي أعفى ابنه من الاستشارة في نوفمبر عام 1411. كان الخلاف بين الأب وابنه سياسيًا فقط، رغم أنه من المحتمل أن يكون الأخوة بوفرت قد ناقشا معه تنازل هنري الرابع عن العرش. حاول معارضوه بالتأكيد تشويه صورة الأمير هنري.
قد يكون سبب أسلوب حياة هنري الصاخب في مرحلة شبابه، الذي خلده شكسبير، عائدًا جزئيًا إلى العداوات السياسية. يدحض تاريخ هنري بالتدخل في الحروب والسياسات، حتى في شبابه، صحة هذا الأسلوب. أحد أشهر حوادثه، خلافه مع رئيس المحكمة العليا، لا يمتلك أي مرجعية معاصرة وأول من رواه هو السير توماس إليوت في عام 1531.
حدثت قصة فالستساف خلال صداقة هنري المبكرة مع السير جون أولدكاسل، وهو أحد أنصار حركة لولاردي. سميت قصة فالستاف لشكسبير في الأصل «أولدكاسل»، نقلًا عن مصدرها الرئيسي، وهو مسرحية الانتصارات الشهيرة هنري الرابع. اعترض أحفاد أولدكاسل، وتم تغيير الاسم (أصبحت الشخصية مزيجًا من عدة شخصيات حقيقية، من ضمنها السير جون فيستولف). عززت هذه الصداقة، إلى جانب المعارضة السياسية لتوماس أروندل، رئيس أساقفة كانتربيري، من آمال داعمي حركة لولاردي. إذا كان الأمر كذلك، فإن خيبة أملهم قد تفسر أقوال الكتاب الكنسيين مثل والسينغهام، بأن هنري قد تغير فجأة إلى رجل جديد عندما أصبح ملكًا.